# Куртсулт ет Гате
Куртсулт ет Гате (фр. Courtesoult-et-Gatey) насеље је и општина у источној Француској у региону Франш-Конте, у департману Горња Саона која припада префектури Везул.
По подацима из 2011. године у општини је живело 63 становника, а густина насељености је износила 6,19 становника/km². Општина се простире на површини од 10,17 km². Налази се на средњој надморској висини од 270 метара (максималној 309 m, а минималној 214 m).

## Демографија
| 1962. | 1968. | 1975. | 1982. | 1990. | 1999. | 2011. |
| ----- | ----- | ----- | ----- | ----- | ----- | ----- |
| 119   | 120   | 102   | 80    | 76    | 72    | 63    |

График промене броја становника у току последњих година